# يويا أسانو
يويا أسانو (باليابانية: 浅野 雄也) (مواليد 17 فبراير 1979) هو لاعب كرة قدم ياباني.

## وصلات خارجية
- يويا أسانو على موقع رابطة كرة القدم اليابانية للمحترفين (اليابانية)
- يويا أسانو على موقع قاعدة بيانات كرة القدم.إي يو (الإنجليزية)
- يويا أسانو على موقع Soccerway.com (الإنجليزية)
- يويا أسانو على موقع عالم كرة القدم.نت (الإنجليزية)